# Сталеплавильный процесс
Сталеплавильный процесс — окислительный процесс, так как сталь получается в результате окисления и удаления большей части примесей чугуна — углерода, кремния, марганца, серы и фосфора (за исключением электросталеплавильного процесса, где в основном используется исключительно металлом в шихте). Отличительной особенностью сталеплавильных процессов является наличие окислительной атмосферы. Окисление примесей чугуна и других шихтовых материалов осуществляется кислородом, содержащимся в газах, оксидах железа и марганца. После окисления примесей, из металлического сплава удаляют растворённый в нём кислород, вводят легирующие элементы и получают сталь заданного химического состава.

## Сталеплавильные процессы
- Мартеновское производство
- Электросталеплавильное производство
- Конвертерное производство
  - Бессемеровский процесс
  - Томасовский процесс
  - Газокислородное рафинирование
- Новые сталеплавильные процессы